# Paimon

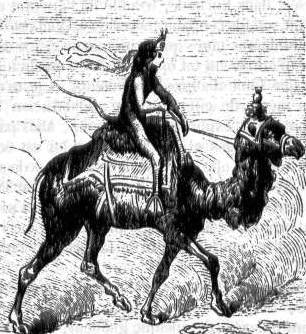
Paimon v Dictionnaire Infernal, 1863

Paimon (také Paymon) je démon zmíněný v Lemegetonu v části Ars Goetia, v Pseudomonarchia Daemonum od Johanna Weyera, v Dictionnaire Infernal od Jacquese Collina de Plancy, v Livre des Esperitz, v Liber Officium Spirituum, v Abramelinově magii či v některých francouzských překladech Grimoáru papeže Honoria. Má úroveň „krále pekla“.

## Popis
V Goetii a Pseudomonarchia Daemonum je uváděn jako poslušný Luciferovi.
Král Paimon je zmíněn v Goetii jako devátý duch, v Pseudomonarchia Daemonum a Dictionnaire Infernal jako dvaadvacátý duch a v Liber Officium Spirituum jako šestý duch a později jako třetí král.
Ve všech zdrojích je uváděn s titulem krále. V Grimoáru papeže Honoria je upřesnění že je králem západu. V Abramelinově magii je zmíně jako jeden z osmi vévodů.
Goetia, Weyer, a de Plancy uvádí že pokud se Paimon při vyvolání objeví sám, musí se něco obětovat králům Bebalovi a Abalamovi, kteří jsou jeho společníky a jsou pod jeho vedením. Podle těchto zdrojů vládne 200 legiím démonů. Livre des Esperitz a některé jiné zdroje uvádí, že vládne jen 25 legiím démonů. Některé edice Lemegetonu ho zmiňují, že byl dominion či cherub (druhy andělů). Thomas Rudd jej staví v opozici s andělem Hazielem.
V Goetii, Weyereovi, de Plancy, Livre des Esperitz a Liber Officium Spirituum je popisován jako muž jedoucí na dromedárovi, kterému předchází silně hrající hudba (trubky). Jiné zdroje ho uvádí s ženskou tváří. Má mít chraplavý hlas.

### Okultismus a magie
Lidem může dát moc ovlivňovat a ovládat ostatní a učí umění a vědy. Dokáže odhalit cokoliv o Zemi a mysli a může také ukázat lidem vize a učinit je součástí jakéhokoliv světa. Manipuluje také s lidskými myšlenkami podle vůle a může způsobit zamilování dvou lidí.
Korespondence:
- Astrologické znamení: 10-14° Býka
- Období: 30. duben - 4. květen
- Tarotová karta: 6 pentaklů
- Planeta: Merkur
- Kov: Rtuť
- Živel: Země
- Bylina: Svlačec
- Barva (barva svíce): modrá a tmavě modrá
- Vyvolávací formule: Linan tasa jedan Paimon